# Быкова, Елизавета Ивановна
Елизаве́та Ива́новна Бы́кова (4 ноября 1913, Боголюбово, Владимирская губерния — 8 марта 1989, Москва) — третья в истории чемпионка мира по шахматам (1953—56, 1958—62), заслуженный мастер спорта (1953), международный гроссмейстер (1976). Экономист-плановик. Журналист.

## Биография
Родилась в многодетной крестьянской семье (из тринадцати детей выжило только трое).
Окончив начальную школу, переехала в Москву к старшему брату Василию. Там она впервые познакомилась с шахматами, а в 14 лет приняла участие в школьных соревнованиях. Тренировалась у Сергея Белавенца и Николая Рюмина. Началом шахматной биографии Елизаветы Быковой можно считать 1935 год.
Первого успеха добилась в чемпионате Москвы (1937, 3-е место); затем побеждала на первенстве Москвы шесть раз (в 1938—1952) и трижды на чемпионате СССР (1947, 1948, 1950).
В годы Великой Отечественной войны стала работать на полиграфических предприятиях, выступала в московских госпиталях с лекциями о шахматах и сеансами одновременной игры, по её инициативе шахматистки взяли шефство над госпиталем.
В 1951—1961 годах Елизавету Быкову тренировал одесский тренер Ефим Коган.
В 1953 году выиграла матч на первенство мира у Людмилы Руденко со счётом 8:6. В конце 1950-х — начале 1960-х гг. в Москве сыграла три матча на первенство мира (в 1958 и 1960 выиграла у Ольги Рубцовой и Киры Зворыкиной). В октябре 1962 года в Москве уступила шахматную корону грузинской шахматистке и Заслуженному мастеру спорта, 21-летней уроженке г.Зугдиди Ноне Гаприндашвили — 2:9.
Выступала в московских турнирах до конца 1970-х.
Похоронена на Хованском кладбище (Северная терр., уч. 223).

## Награды
- Орден «Знак Почёта» (27.04.1957) — «за успехи, достигнутые в деле развития массового физкультурного движения в стране, повышения мастерства советских спортсменов, и успешное выступление на международных соревнованиях»
- Почётный гражданин Боголюбово.

## Память
В 2012 году во Владимире была создана инициативная группа «Мемориал Елизаветы Быковой», цель которой — установка памятника работы скульптора Ильи Шанина в селе Боголюбово.
2013 год объявлен был ФИДЕ Годом Елизаветы Быковой.
Именем Елизеветы Быковой названа школа в селе Боголюбово Суздальского района.

## Книги
- Соревнования на первенство мира по шахматам среди женщин : К Междунар. женскому шахматному турниру 1955 г. в Москве / Быкова Елизавета Ивановна. — М.: ФиС, 1955. — 48 с.: ил.
- Вера Менчик : [Первая чемпионка мира по шахматам] / Быкова Елизавета Ивановна. — М.: ФиС, 1957. — 169 с.: ил.
- Советские шахматистки / Быкова Елизавета Ивановна. — М.: ФиС, 1957. — 328 с.: ил.